# 御舟みこと
御舟 みこと（みふね みこと、1994年4月5日 - ）は、日本のAV女優。マークスジャパン所属。

## 略歴・人物
佐賀県出身。2014年10月にデビューしたロリ系のAV女優。現役の女子大生でもある。

## 出演作品

### アダルトDVD
2014年
- キスも知らない本物処女。 みこと149cm（10月1日、ミニマム）
- この前まで処女だったのに、もうこんなに欲しがっている。 みこと149cm（11月1日、ミニマム）
- 処女喪失の時よりも泣いた激しいセックス。 御舟みこと 149cm（12月1日、ミニマム）

2015年
- 文化部に所属するうぶな女子を部活中に痴漢して何度もイカセろ! 〜科学部/美術部/天文部/新聞部〜（4月9日、ナチュラルハイ）
- 女子大の寮まるごと全員と中出し乱交 〜春〜（5月1日、ZUKKON/BAKKON）
- 転校したら男は僕一人ぼっちだった… 9（5月21日、AKNR）
- 愛娘成長記録 父親近親相姦投稿映像（5月22日、I.B.WORKS）

### イメージDVD
- 処女の誘惑（2014年7月23日、INTEC Inc）